# Kim Byung-Joo
Kim Byung-Joo, född den 14 januari 1968, är en sydkoreansk judoutövare.
Han tog OS-brons i herrarnas halv mellanvikt i samband med de olympiska judotävlingarna 1992 i Barcelona.